# Microsoft People
People (anteriormente conocido como Windows Live Contacts y Windows Live People) forma parte de los servicios de Microsoft. Se integra con Hotmail, Outlook.com, Windows Live Messenger y Windows Mail Desktop para proporcionar a los usuarios acceso a los perfiles de sus contactos y a la información. Permite que un usuario comparta información con diferentes grupos de personas.

## Características

### Actualizaciones en tiempo real
Contactos permite actualizaciones en tiempo real de la información del contacto. Supongamos que uno de los contactos del usuario se muda y tiene una nueva dirección. Cuando ese contacto entra en su nueva información en Contactos, lista de contactos del usuario se actualiza automáticamente en tiempo real. Lo mismo sucede cuando el usuario cambia su detalles, amigos y colegas del usuario inmediatamente reciban la información nueva a través de Contactos. Las actualizaciones de contactos pueden verse en Windows Live Messenger y Hotmail.

### Permisos
Un usuario puede decidir quién puede y no puede ver su información de contacto. Pueden tener su presentación de información personal sólo a sus amigos, amigos de amigos, las personas en su lista de Messenger, o una lista personalizada de contactos.
Todos los usuarios deben iniciar sesión con su Microsoft account para poder utilizar Contactos.

### Lista de favoritos y categorías
Los usuarios puedan agregar cada contacto individual a una categoría de "Favoritos" especializada para contacto frecuente, u ordenar cada contactos en diferentes categorías definidas por el usuario. Estas categorías y "Favoritos" aparecerá en Windows Live Messenger, Windows Live Mail, Hotmail, Outlook y otros servicios de Microsoft para permitir la fácil, la búsqueda y ordenación de los contactos.

### Integración con Messenger
Contactos mostrará estado en línea actual del contacto con un color alrededor de su imagen de pantalla, que significa verde "en línea", rojo, "ocupado", naranja "Ausente" y gris "sin conexión". Los usuarios también pueden iniciar conversaciones sobre Messenger si el contacto se encuentra en un Estado distinto "sin conexión". Messenger Web está integrado dentro de People, Outlook.com y Hotmail.